# 茜ゆりか
茜 ゆりか（あかね ゆりか、1987年1月9日 - 、）は、日本のタレント、女優、グラビアアイドルである。株式会社レジェンド・タレント・エージェンシー所属。

## 人物
神奈川県藤沢市出身。趣味は料理、栄養学、映画鑑賞。特技は韓国語、クラシックバレエ。
2009年より「王様のブランチ」のリポーターとして出演。
2013年8月8日にプロサッカー選手の石川直樹（ベガルタ仙台）と結婚したことを公表した。それを機に仙台市に移住し、宮城県のローカル番組にも出演した。夫のコンサドーレ札幌移籍に伴って北海道札幌市に移住し、夫の引退後も同地に在住している。

## 出演

### テレビ番組
- SUKI!SUKI!フロンターレ（2006年7月 - 2011年1月、J:COM せたまち・iTSCOM・YOUテレビ） - MC
- 僕とお魚と水草の時間〜アクアリウムと暮らす〜（2008年7月11日 - 、BSジャパン） - レポーター
- 王様のブランチ（2009年7月18日 - 2013年8月31日、TBS） - ブランチリポーター
- みやざきフラワーフェスタ2011スペシャル wild 宮崎!アドベンチャーツアー（2011年4月2日、テレビ宮崎・テレビ西日本・サガテレビ・テレビ長崎・テレビ大分・テレビ熊本・鹿児島テレビ放送・沖縄テレビ放送）
- OH!バンデス（2014年3月5日 - 、ミヤテレ） - バンデス記者
- ウォッチン!プラス 絆みやぎ（2014年4月5日 - 、東北放送） - 生中継リポーター
- 地元スポーツ応援団スポッち！  （2016年4月- 9月、 東北放送）
- スポッち！  （2016年10月 - 、東北放送）
- サタブラ〜SATURDAY BRUNCH〜 （2025年2月22日、北海道放送）

### テレビドラマ
- 花より男子 第8話・第9話（2005年12月9日、16日、TBS）
- こちら葛飾区亀有公園前派出所 第3話（2009年8月15日、TBS）
- それでも、生きてゆく（2011年、フジテレビ）

### WEB配信ドラマ
- First Love 初恋（2022年11月24日、Netflix）- ウェディングドレスを扱う業者 役[3]

### CM
- スカパー!
- NTTドコモ
- オートバックス
- ソフトバンクモバイル
- ファイザー 神経性障害疼痛

### 映画
- 大決戦!超ウルトラ8兄弟（2008年9月13日、松竹） - 上原ゆりか 役
- ココロ迷子（2012年11月24日） - 主演・松本絵里花 役
- 逢いびき（2014年6月21日公開） - 圭子 役
- 再会―禁じられた大人の恋（2016年1月23日公開） - 宮沢紗栄子 役
- 夜明けまで離さない（2018年10月27日公開） - 成見の愛人 役
- ゴーストマスク～傷～ （2019年9月20日公開）- 主演・寺川美優 役
- 遠くへ、もっと遠くへ（2022年8月13日公開）- 山村栄美 役
- ゆれる（2024年5月24日公開）[4]

### Vシネマ
- 極道の掟 第二章（2016年）

### ファッションショー
- TOKYO GIRLS COLLECTION by girlswalker.com '11 S/S（2011年3月5日、代々木第一体育館）

### その他
- カネボウ SALA 2006イメージモデル
- YS乙女学院（2006年）
- タックルベリー Berry Girls2009